# Weitra
Weitra is een gemeente in de Oostenrijkse deelstaat Neder-Oostenrijk, gelegen in het district Gmünd (GD). De gemeente heeft ongeveer 2.900 inwoners.
Weitra was vroeger een ommuurde stad.

## Geografie
Weitra heeft een oppervlakte van 52,53 km². Het ligt in het noordoosten van het land, niet ver van de grens met Tsjechië.

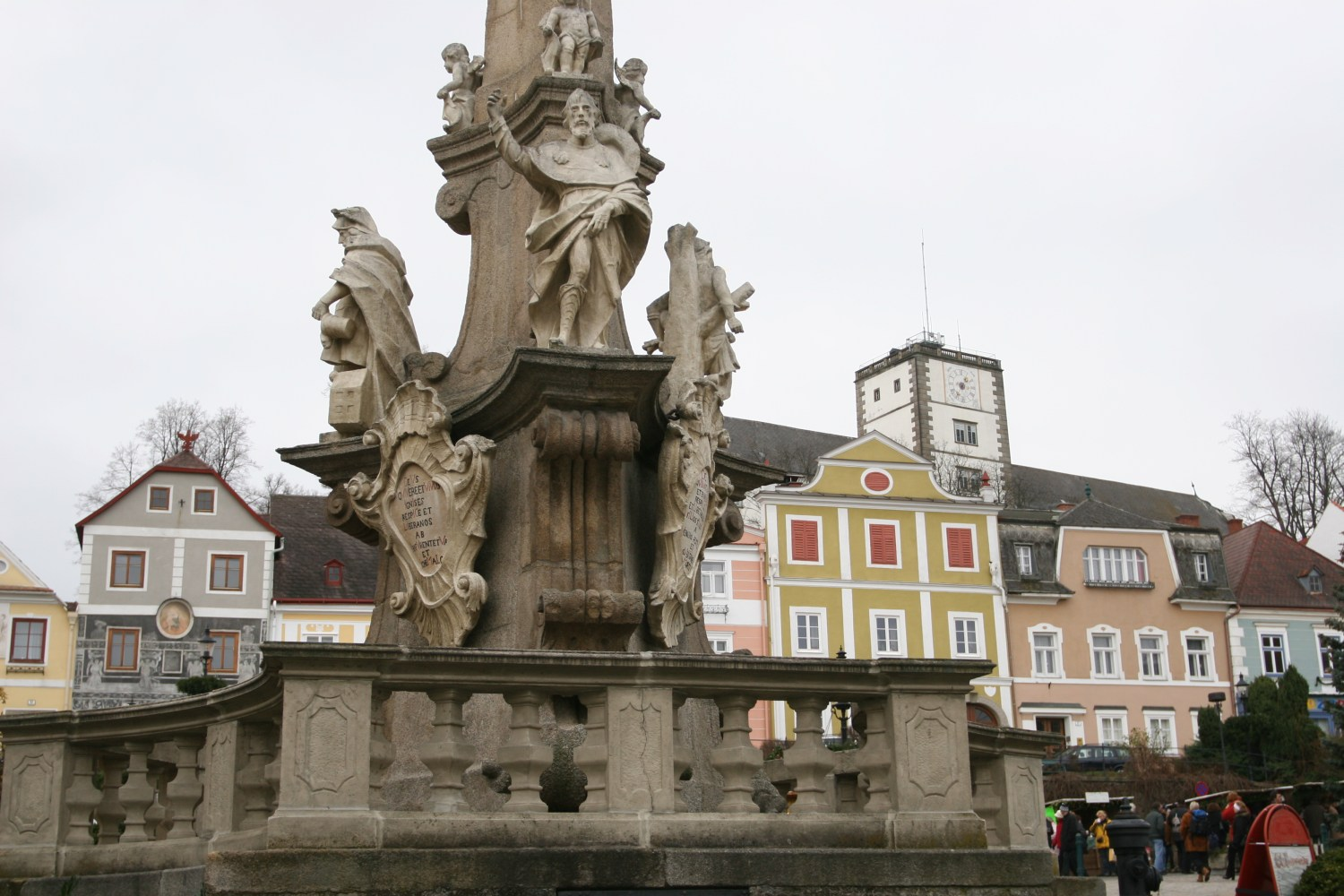
Stadsplein in Weitra

Amaliendorf-Aalfang · Bad Großpertholz · Brand-Nagelberg · Eggern · Eisgarn · Gmünd · Großdietmanns · Großschönau · Haugschlag · Heidenreichstein · Hirschbach · Hoheneich · Kirchberg am Walde · Litschau · Moorbad Harbach · Reingers · Schrems · St. Martin · Unserfrau-Altweitra · Waldenstein · Weitra
- Gemeinsame Normdatei: 4065282-8
- Library of Congress Control Number: nr93005033
- Nationale Bibliotheek van Tsjechië: ge131405
- Nationale Bibliotheek van Israël: 987007540093805171
- Virtual International Authority File: 127114052
- WorldCat: E39PBJfmhGD4mJhdBgQpDRdhHC